# Christian-Wagner-Haus
Das Christian-Wagner-Haus war das Geburtshaus des Schriftstellers Christian Wagner (1835–1918) und das Wohnhaus seiner Familie in Warmbronn. Es wurde 1983 als Dichtermuseum eröffnet.

## Geschichte
Der Wundarzt Bach gab den Bau des Hauses Nr. 61 in Warmbronn an der Straße nach Renningen in Auftrag. Es wurde 1780 als für das 18. Jahrhundert typischer schwäbischer Fachwerkbau fertiggestellt: Auf einen Gewölbekeller wurde das Erdgeschoss in Bruchsteinmauerwerk gesetzt, Ober- und Dachgeschoss darauf mit Ständerfachwerk errichtet. Das Haus wurde aus Schutz vor Verwitterung verputzt. Der spätere Besitzer Revierförster Gottschick ließ eine Scheune anbauen.
Im Rahmen einer Landvermessung wurden 1834 Gottlieb Wagner, der Vater von Christian Wagner, und Gottlieb Meidele jeweils zur Hälfte als Besitzer ausgewiesen. Am 5. August 1835 wurde Christian Wagner dort geboren. 1845 verkaufte Gottlieb Wagner seinen Hausanteil zur Hälfte an Lorenz Röckle. Gottlieb Meideles Hausanteil war inzwischen auf den Schmied Johannes Rexer übergegangen. Außerhalb des Wohnhauses gehörten neben der Scheune ein Waschhaus, Wagen- und Holzremisen, Schweineställe und ein Hof mit Gärten zum Anwesen. Christian Wagners Frau Anna Marie zog am 1. März 1966 ein. Die junge Familie bewohnte eine kleine Stube und Kammer. Nach vier Kindern, die nie lange lebten, starb Anna Wagner 1870. 1871 zog Wagners zweite Frau, Christiane Catharina Kienle ein. Sie gebar ebenfalls vier Kinder und starb 1892. Nachdem die Kinder schon aus dem Haus waren, bewohnte Christian Wagner die beiden Stuben im Erdgeschoss alleine bis zu seinem Tod 1918.
Wagners Kinder pflegten die Stuben als private Erinnerungsstätte an ihren Vater. Rexers Haushälfte und das Obergeschoss über den Stuben wurden weiterhin bewohnt, bis 1949 der Landwirt und Gemeinderat Adolf Hering Rexers Anteil kaufte. Die Hausnummer wurde in Renninger Straße 3 geändert. Das Landesamt für Denkmalpflege empfahl die Freilegung des Fachwerks, war jedoch nicht bereit zur Kostenübernahme. 1952 beschloss der Warmbronner Gemeinderat, die Renninger Straße in Christian-Wagner-Straße umzubenennen. 1954 verkauften Christian Wagners Erben ihren Anteil an Adolf Hering ohne das „Wagner-Museum“, also ohne die beiden Stuben und die Küche im Erdgeschoss und ohne den Garten. Der Schwäbische Schillerverein Marbach erhielt das Recht, Besuchern das Betreten des Hofraums und des Museums zu ermöglichen. Ab 1960 wurden die Hofgebäude abgerissen und 1961 verkaufen die Erben Wagners und Adolf Hering Haus und Anwesen von 40 Ar an den Bauunternehmer Jakob Thalheimer. Später kaufte die Baufirma Kübler und schließlich die Baufirma Gustav Epple das Anwesen. Bis 1970 verfiel das Haus weiter. Zeitweise wurden dort sogenannte Gastarbeiterfamilien untergebracht. Die Stuttgarter Zeitung berichtete am 20. Mai 1970, dass die beiden Stuben des baufälligen Hauses jährlich von 5 bis 10 Besuchern aufgesucht werden. 1971 mehrten sich die Gerüchte, dass das Haus abgerissen und an dessen Stelle ein Supermarkt errichtet werden solle. Daraufhin wurde am 5. Februar 1972 die Christian-Wagner-Gesellschaft gegründet, die es sich zur Aufgabe machte, sowohl das dichterische Werk Christian Wagners als auch sein Geburts- und Wohnhaus zu erhalten.
1973 riefen Ricca Achalm, HAP Grieshaber, Margarete Hannsmann und Walter Cantz zu einer Spendenaktion auf und erstellten dafür einen bibliophilen Band über Christian Wagner, der signiert und in einer Auflage von 200 Exemplaren für 100 DM verkauft wurde. 1974 übergab die Firma Epple das Wohnhaus – ohne Gelände – als Schenkung an die Christian-Wagner-Gesellschaft. Nach der Eingemeindung von Warmbronn nach Leonberg sagte Oberbürgermeister Ortlieb Unterstützung zu. 1975 wurden durch Wagnerfreunde die dringende Dachsanierung und Sicherung des Gemäuers in Angriff genommen. Ende 1975 vermaßen Studenten der Universität Karlsruhe das Haus. Zeitgleich war die gegenüberliegende ehemalige Mosterei ebenfalls vom Abriss bedroht, was durch den massiven Einspruch von der Universität Karlsruhe und von Wagner-Freunden mit einem Entscheid des Regierungspräsidiums Stuttgart 1976 verhindert wurde, der die Gebäude unter Ensembleschutz stellte. Inzwischen beschloss der Gemeinderat, die Dichterstuben im Erdgeschoss zu erhalten, im ersten Obergeschoss die Zweigstelle der Stadtbücherei und im Dachgeschoss ein Archiv und einen Vortragsraum einzurichten. 1977 wurden die Erhaltungskosten auf 170.000 DM veranschlagt, die Umbaumaßnahmen sollten sich auf  480.000 DM belaufen. Der Gemeinderat jedoch sprach sich für eine Sanierung ohne Nutzung aus und bewilligte nur 150.000 DM Zuschuss. Daraufhin gab es Proteste aus der ganzen Republik. Das baden-württembergische Kultusministerium sagte einen Zuschuss zu, der Verband Deutscher Schriftsteller (VS) sprach sich für eine öffentliche Nutzung aus, was am 26. Januar 1978 von Johannes Poethen anlässlich einer Dichterlesung im Warmbronner Gemeindehaus vorgetragen wurde. Anwesend waren auch Margarete Hannsmann, Werner Dürrson, Walter Helmut Fritz und Thaddäus Troll.
Die Stadt Leonberg konnte schließlich überzeugt werden, das Haus zu übernehmen, renovieren und in ein Dichtermuseum umgestalten zu lassen.
Die Christian-Wagner-Gesellschaft ist seitdem für die Betreuung von Haus und Garten zuständig und kümmert sich darum, den Nachlass Christian Wagners aufzubereiten und seine Schriften neu zu verlegen. Über weitere Aktivitäten siehe auch Christian Wagner.

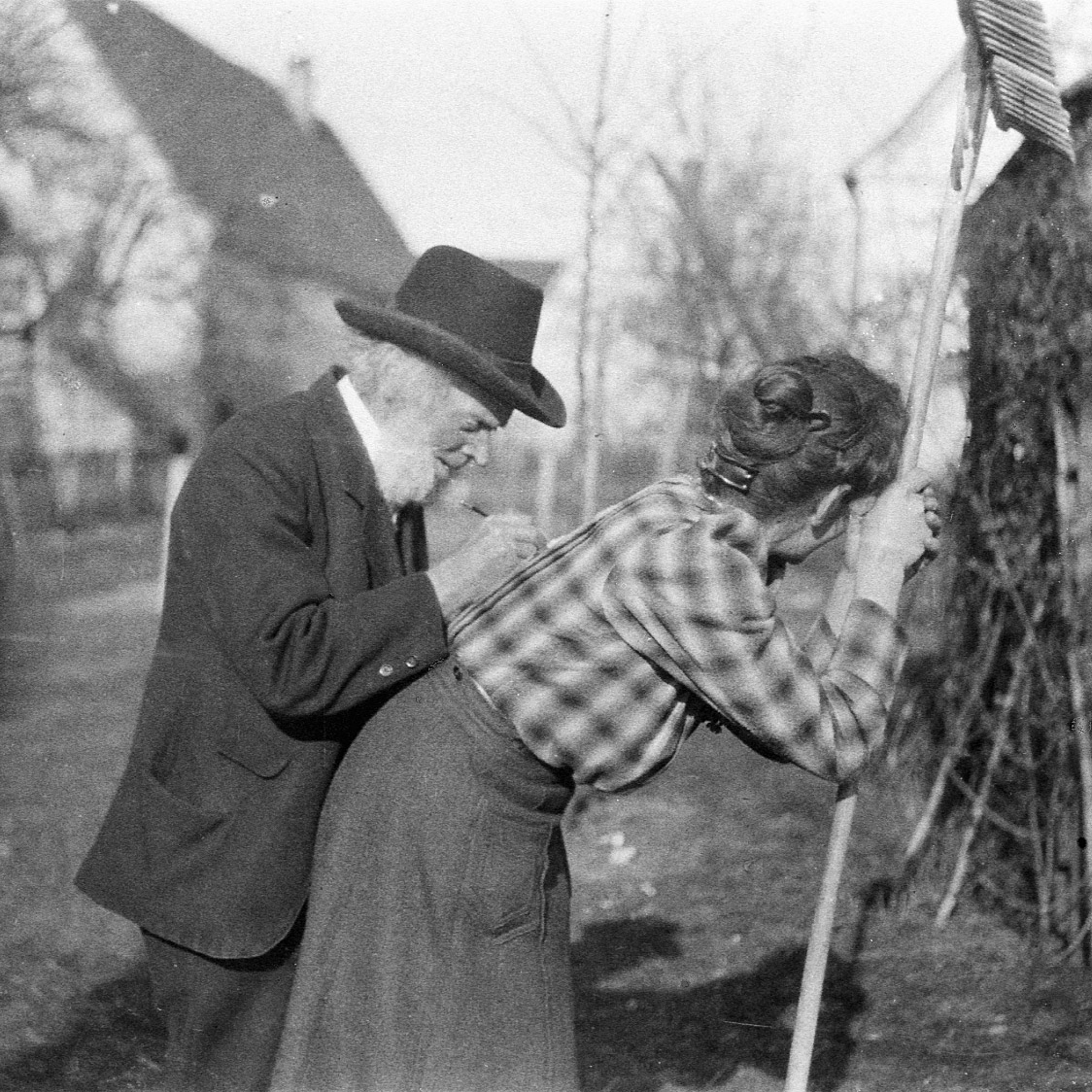
Christian Wagner hält umgehend einen Gedanken fest

## Museum und Archiv
Im Erdgeschoss wurden Küche, Wohn- und Schlafstube mit originalem Zubehör ausgestattet. 2017/18 wurde die Dauerausstellung „Christian Wagner – Leben und Werk“ von der Christian-Wagner-Gesellschaft neu konzipiert und geeignete Gegenstände und Dokumente aus dem Nachlass auf Erdgeschoss und Obergeschoss verteilt.
Ein großer Raum im Obergeschoss wird als Veranstaltungsraum genutzt.
Im Dachgeschoss befindet sich ein Verkaufsraum und das Archiv, in dem der Nachlass von Christian Wagner aufbewahrt wird. Dieser wurde fast vollständig von den Nachkommen an die Christian-Wagner-Gesellschaft übergeben, mit dem Auftrag, ihn zu ordnen, zu transkribieren und der Öffentlichkeit in geeigneter Form zugänglich zu machen. Der Nachlass besteht aus der Bibliothek Christian Wagners, den Erstausgaben seiner Werke, Korrespondenz, Textentwürfen, Zeitungen und Zeitschriften mit Gedichtveröffentlichungen und einer Fotosammlung. Die Erfassung von Briefen und Postkarten in Findbüchern ist nahezu abgeschlossen. Die alphabetische Erfassung der Gedichthandschriften ist in Arbeit. Im Archivraum kann nach Vereinbarung gearbeitet werden.
Hinter dem Haus wurde ein kleiner Bauerngarten mit Pflanzen eingerichtet, die Wagner in seinen Gedichten erwähnte.